# Tia (mitologia)
Tia é considerada a divindade da morte pacífica, sendo uma deusa dual. Sua parte correspondente é Ta'xet, deus também cultuado pela tribo Haida, simbolizando a morte violenta.